# Cagny (Calvados)
 Cagny  es una población y comuna francesa, situada en la región de Normandía, departamento de Calvados, en el distrito de Caen y cantón de Troarn.

## Demografía
| 710 | 1021 | 994 | 878 | 1650 | 1592 |
| Para los censos de 1962 a 1999 la población legal corresponde a la población sin duplicidades (Fuente: INSEE [Consultar]) |      |     |     |      |      |